# Mufulira

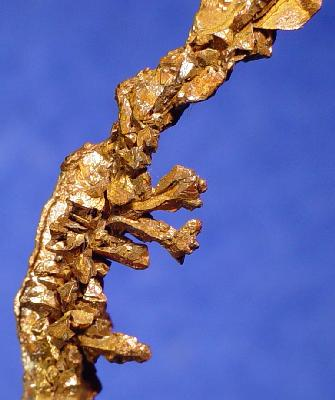
Detalj av ett prov av ursprungskoppar från Mufuliragruvan.

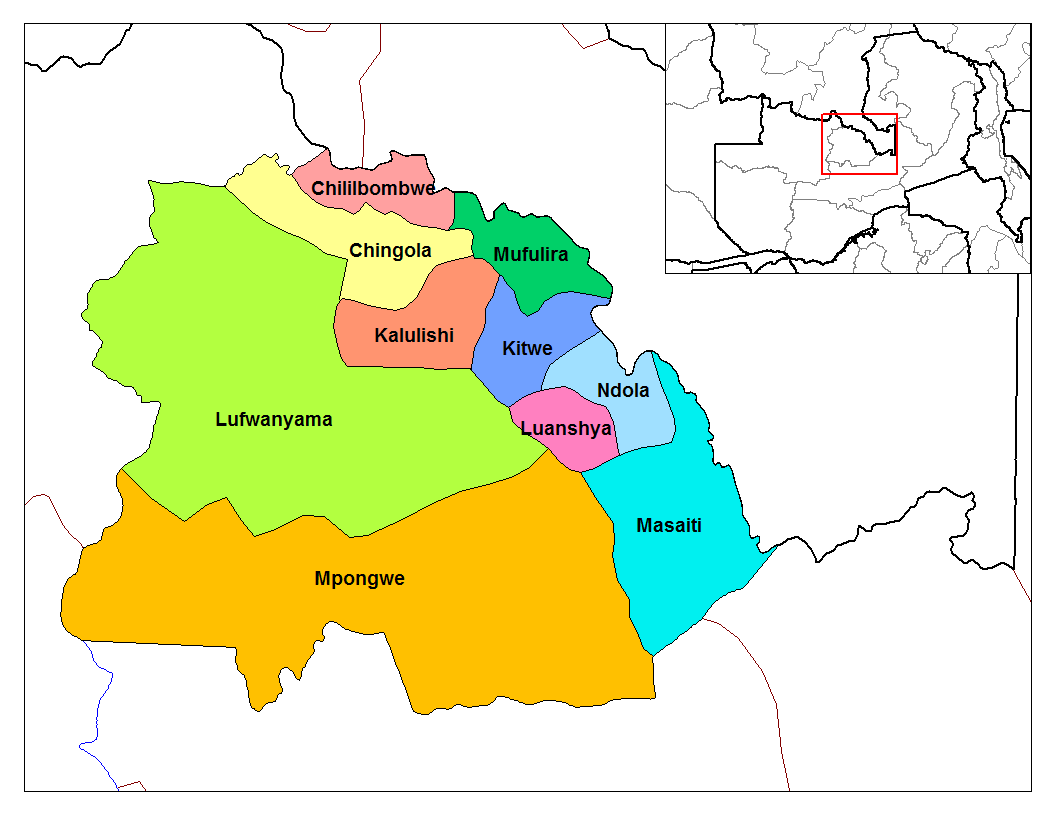
Koppardistrikten i Zambia.

Mufulira ("Överflödets plats") är en stad med en befolkning på 151 309 (2010) i kopparbältet; benämnt som Copperbelt i  norra Zambia. Copperbelt är det befolkningstätaste området i Zambia. Staden ligger 16 kilometer från gränsen till Kongo-Kinshasa, 55 kilometer från Chingola och 300 km norr om huvudstaden Lusaka. Staden är känd för sin stora gruvdrift med koppar.

## Kända personer med anknytning till Mufulira
- Levy Mwanawasa, Zambias tredje president (2002–2008), född i Mufulira.
- Robert Earnshaw, född i Mufulira, fotbollsspelare, spelar för Toronto FC och Wales fotbollslandslag.
- Christopher Katongo, född i Mufulira, fotbollsspelare, spelar för sydafrikanska Premier Soccer League-klubben Bidvest Wits FC och Zambias fotbollslandslag.
- Felix Katongo, född i Mufulira, spelar för egyptiska Premier League-klubben Al Ittihad Alexandria Club och Zambias fotbollslandslag.
- Moses Sichone, född i Mufulira, spelade fotboll bland annat för 1. FC Köln och TSV Alemannia Aachen.
- Charly Musonda, född i Mufulira, spelade fotboll bland annat för RSC Anderlecht.
- Mike Harris, född i Mufulira, racerförare, gjorde F1-debut i Sydafrikas Grand Prix 1962.
- Robert Lange, född i Mufulira, sydafrikansk-brittisk musikproducent och låtskrivare.
- Kenneth Kaunda, Zambias första president, var 1948 lärare/Boarding Master i gruvskolan, assistent på ett välfärdscenter för afrikaner.
- Frederick Chiluba, Zambias andra president, bodde i Mufulira på 1960-talet.
- Simon Kapwepwe,  Zambias första vicepresident, var 1948 lärare i Mufulira.

### Digitala källor
- ”Mbendi Profile: Zambia Copper Mines” (på engelska). Arkiverad från originalet den 17 februari 2008. https://web.archive.org/web/20070217192619/http://www.mbendi.co.za/indy/ming/cppr/af/za/p0005.htm. Läst 10 september 2017.